# نورث-رایت ایرویز
نورث-رایت ایرویز (به انگلیسی: North-Wright Airways) یک شرکت هواپیمایی با کد یاتا HW است که در تاریخ ۱۹۸۶ میلادی تأسیس شده‌است.
دفتر مرکزی نورث-رایت ایرویز در شهرک نورمن ولز واقع در نواحی شمال غرب کشور کانادا واقع شده‌است و به ۸ مقصد، پرواز مستقیم انجام می‌دهد.

## مقصدهای پروازی
- اکلاویک (فرودگاه اکلاویک/فردی کارمایکل) فصلی
- Colville Lake (فرودگاه کولویل لیک) کرایه‌ای
- Deline  (فرودگاه دیلاین)
- Fort Good Hope (فرودگاه فورت گود هوپ)
- Inuvik (فرودگاه اینوویک مایک زوبکو)
- Norman Wells (فرودگاه نورمن ولز)
- Tulita (فرودگاه تولیتا)
- یلونایف (فرودگاه یلونایف)